# Idrijski Log
Idrijski Log je naselje v Občini Idrija.